# Félix Máximo López
Félix Antonio Máximo López Crespo (Madrid, 18 de noviembre de 1742 - id., 9 de abril de 1821) fue un compositor, organista y escritor español.

## Vida
Era hijo de Antonio López, de Pastrana (Guadalajara), y de Basilia Crespo, de Vallecas (actualmente en Madrid). 
Contrajo matrimonio público en la iglesia de San Ginés en 1766 con María Dominga de Bartholomé Remacha, con quien tuvo cuatro hijos: Ambrosio (1769), Miguel (1772), Juliana (1775) y José (1777). Ambrosio empezaría colaborando con su padre como organista en la Real Capilla y Miguel estudiando en el Colegio de Niños Cantores. Los dos llegarían a ser músicos de la corte, pero el segundo, tenor, fue expulsado por su colaboración con los franceses durante la ocupación de 1808-1814, mientras que el primero luchó en la heroica defensa de Madrid.
En 1775 logró por oposición la plaza de cuarto organista de la Capilla Real de Madrid, reinando Carlos III. En febrero de 1780 falleció repentinamente María, y Félix Máximo encontró consuelo en una joven de veintiocho años, Melchora Pérez Díaz, con quien contrajo matrimonio el 21 de junio siguiente, de nuevo en San Ginés. De aquí nacieron tres hijos más: Juan Jorge Marcelino (1782), María Ángela (1784) y Francisco de Borja Carlos (1787). En 1784 fijó definitivamente su residencia en la calle de las Fuentes n.º 11, muy cerca de la calle Arenal. De sus siete hijos solo sobrevivieron tres, Ambrosio, Miguel y María; el primero pagó en 1820 el famoso retrato que hizo Vicente López. 
En 1787 al morir el primer organista, Miguel Ravaza, ascendió a tercer organista. En 1801 fue nombrado segundo organista, tras la muerte de su antecesor en el puesto, el organista Juan Sessé. Al ser nombrado el primer organista, José Lidón, maestro de la Real Capilla y rector del Real Colegio de Niños Cantores, Félix Máximo López fue elegido para sustituirlo como primer organista en 1805.
La situación económica durante el reinado de Fernando VII obligó a la Corte española a reducir gastos, cosa que afectó a los músicos, reduciéndose su salario de 16.000 reales a 808 reales en 1809, si bien en 1816 se le restituyó un salario de 16.000 reales. Hábil improvisador, ideó diversos poemas, para los cuales más tarde componía la música. Su obra más importante es la ópera El disparate o La obra de los locos, cuya partitura sostiene en el retrato que le pintó Vicente López. 
Entre sus obras, las Variaciones sobre los minués afandangados, para clave o fortepiano, son las más conocidas y culmen de su obra, compuestas alrededor de 1808. Citemos como obras destacadas, también, una Sonata pastoral y Ocho duetos para dos violines, obras publicadas en 1794, aunque su producción profana y religiosa fue muy extensa, muchas de ellas con las partituras dañadas o extraviadas: lamentaciones, tonadillas, pasillos para el domingo de ramos, villancicos a dos y tres voces con órgano, villancicos jocosos y místicos (1795); salmos, himno religiosos, sonata pastoral (1796), misas, motetes, etc. También es destacable su libro Obras poéticas, líricas y cómicas que su autor Félix Máximo López, organista de la Real Capilla de su Majestad compuso desde el año de 1874…, escrito por su amigo Rafael Martínez de Ariza en 1785, y encontrado en El Rastro por Barbieri, su principal biógrafo.

## Obras

### Musicales
No se sabe cuántas obras compuso, pues muchas de ellas se han perdido, pero se conservan algunas en el legado de manuscritos que Francisco Asenjo Barbieri donó a la Biblioteca Nacional, algunas de estas obras son: 
- Integral de clave y fortepiano, que comprende: 
  - Trece sonatas
  - Pieza de clave
  - Capricho
  - Dos Rondós
  - Stracto de la Polaca en Variaciones
  - Variaciones del fandango español
  - Minuet afandangado con 6 variaciones en Sol menor
  - 6 variaciones al Minuet afandangado  en Re menor
  - Dos sonatas en Do mayor para cuatro manos
- Manuscritos de órgano: 
  - Juegos de versos por los ocho tonos y cuerda de Gesolreut
  - Juego de versos de todos los tonos por la cuerda de Gesolreut
  - Música de órgano
  - Piezas al órgano
  - Siete glosas sobre el himno Sacris Solemnis
  - Versos de órgano para la Nona de la ascensión
  - Escuela orgánica
  - Tocata, 2 Minués y Sonata de Octavo Tono
- Obras vocales: 
  - El disparate o la obra de los locos, ópera en tres actos
  - Villancicos
  - Seis Tonadillas escénicas

### Escritas
- Reglas generales o Escuela de acompañar al órgano o clave (hacia 1790? BN M. 1188) [Método pedagógico con normas y enlaces armónicos]
- Obras Poéticas, Líricas y Cómicas, primer tomo (BN MS. 14101)